# François Annat
Pour les articles homonymes, voir Annat.
François Annat, né le  5 février 1590 à Estaing (Aveyron), mort le 14 juin 1670 à Paris, est jésuite, provincial de Paris, et recteur du collège Louis-le-Grand.

## Éléments biographiques
- 1603/1606 : humanités au collège des Jésuites de Rodez.
- 1606/1616 : Scholastici nostri à la Société de Jésus, Toulouse
- ordonné prêtre en 1617.
- vœux perpétuels en 1624.
- théologien du général de la Compagnie à Rome en 1636 et 1637.
- recteur des collèges de la Société de Jésus de Montpellier et de Toulouse.
- assistant général de France à Rome et consultant en théologie du Saint-Office 1648 à 1652.
- provincial des provinces de France de la Compagnie de Jésus, 1652 à 1655.

Il est confesseur du roi Louis XIV de 1654 à 1670. Adversaire ardent des Jansénistes, il fait condamner par la Sorbonne plusieurs de leurs propositions et écrit contre eux, entre autres ouvrages, le Rabat-joie des Jansénistes (1666). 
Pascal lui adresse ses deux dernières Provinciales en réponse de ses condamnations en Sorbonne.
Dans la 17e lettre des Provinciales, Pascal accuse François Annat de mensonge pour avoir écrit que les cinq propositions théologiques déclarées hérétiques par l'Église catholique et imputées à Jansenius se trouvaient mot à mot dans l'Augustinus, le sachant incapable de prouver ce qu'il avance et de ce fait déclarant qu'il avait intentionnellement trompé le pape.

## Œuvres
- Le libelle intitulé "Théologie morale des Jésuites" : contredit et convaincu en tous ses chefs par un P. théologien de la Compagnie de Jésus, Cahors, 1644, 110 p. (BNF 30021464, lire en ligne)
- Responses aux Lettres provinciales publiées par le secrétaire de Port-Royal contre les PP. de la Compagnie de Jésus 1657[2] avec Jacques Nouet, Claude de Lingendes et Jean de Brisacier.
- Défense de la vérité catholique touchant les miracles, contre les déguisemens et artifices de la response faite par MM. de Port-Royal, à un escrit intitulé : "Observations nécessaires sur ce qu'on dit estre arrivé à Port-Royal au sujet de la Saincte Espine" : Par le sieur de Sainte-Foy, docteur en théologie, Paris, Florentin Lambert, 1657, 44 p. (BNF 30021452, lire en ligne)
- Scientia media contra novos ejus impugnatores defensa. Propugnante P. Francisco Annato, ... Altera editio ab auctore recognita... Adjuncta est Exercitatio Eugenii Philadelphi Romani (F. Annati) ante annos fere triginta Cadurci edita [Edité en 1662]
- Opuscula theologica, 3 vol., Paris, 1666
- Rabat-joye des Jansénistes, ou Observations nécessaires sur ce qu'on dit estre arrivé au Port-Royal, au sujet de la Sainte Espine / par un docteur de l'Église catholique le P. Franç. Annat [Edition de 1650-1670]

## Héritage culturel
Le dimanche 7 juillet 2013, est inauguré à Estaing par François Fonlupt, évêque de Rodez, la place François Annat en lui dédiant l'ancienne place de la Priousse proche de sa maison natale.

## Sources
Marie-Nicolas Bouillet  et Alexis Chassang (dir.), « François Annat » dans Dictionnaire universel d’histoire et de géographie, 1878 (lire sur Wikisource)
- François Annat sur la base du CNRS